# Paulina Dudek
Paulina Dudek (Gorzów Wielkopolski, 1997. június 16. –) lengyel női válogatott labdarúgó. A Paris Saint-Germain védőjeként vesz részt a francia élvonalban.

## Pályafutása

### Klubcsapatokban

#### Stilon Gorzów
12 évesen egy iskolai teremlabdarúgó-bajnokságon a Polonia Słubice együttesében gólkirálynői címet szerzett. A teremfocival párhuzamosan a Stilon Gorzów nagypályás csapatánál is szerepelt és 2013-ban bemutatkozhatott a lengyel bajnokságban.

#### Medyk Konin
Egy esztendővel később a bajnoki címvédő Medyk Konin együtteséhez távozott. A fehér-feketéknél töltött mindhárom szezonjában bajnoki címet és kupagyőzelmet szerzett, majd 69 fellépés és 34 gól után két és félévre igazolt a Paris Saint-Germainhez.

#### Paris Saint-Germain
Első szerződése alatt Párizsban 49 találkozón 5 alkalommal volt eredményes és teljesítményének köszönhetően egy új kétéves kontraktust írhatott alá 2020 májusában.

### A válogatottban
A 2013-as U17-es Európa-bajnokságon aranyérmet szerzett lengyel színekben.

## Statisztikái

### A válogatottban
2022. szeptember 6-ával bezárólag
| Válogatott    | Szezon   | Mérk. | Gól |
| ------------- | -------- | ----- | --- |
| Lengyelország |          |       |     |
| 2014          | 7        | 0     |     |
| 2015          | 2        | 2     |     |
| 2016          | 5        | 0     |     |
| 2017          | 8        | 2     |     |
| 2018          | 5        | 0     |     |
| 2019          | 3        | 1     |     |
| 2020          | 6        | 1     |     |
| 2021          | 7        | 1     |     |
| 2022          | 6        | 2     |     |
| Összesen      | Összesen | 49    | 9   |

| Lengyelország színeiben szerzett góljai | Lengyelország színeiben szerzett góljai | Lengyelország színeiben szerzett góljai | Lengyelország színeiben szerzett góljai | Lengyelország színeiben szerzett góljai | Lengyelország színeiben szerzett góljai | Lengyelország színeiben szerzett góljai | Lengyelország színeiben szerzett góljai |
| --------------------------------------- | --------------------------------------- | --------------------------------------- | --------------------------------------- | --------------------------------------- | --------------------------------------- | --------------------------------------- | --------------------------------------- |
|                                         |                                         |                                         |                                         |                                         |                                         |                                         |                                         |
| Gól                                     | Dátum                                   | Helyszín                                | Ellenfél                                | Találat                                 | Eredmény                                | Esemény                                 |                                         |
| 1.                                      | 2015. július 8.                         | Guus Hiddink Stadion, Kvangdzsu         | Kolumbia                                | 3–0                                     | 5–1                                     | 2015-ös Universiade                     |                                         |
| 2.                                      | 2015. július 10.                        | Honam University, Kvangdzsu             | Egyesült Államok                        | 1–0                                     | 2–1                                     | 2015-ös Universiade                     |                                         |
| 3.                                      | 2017. június 12.                        | Miejski Stadion, Łomża                  | Litvánia                                | 2–0                                     | 5–0                                     | Barátságos mérkőzés                     |                                         |
| 4.                                      | 2017. október 23.                       | OCSiR Stadion, Ostróda                  | Görögország                             | 1–0                                     | 3–0                                     | Barátságos mérkőzés                     |                                         |
| 5.                                      | 2019. március 1.                        | Estádio Municipal de Lagos, Lagos       | Spanyolország                           | 1–0                                     | 3–0                                     | Algarve-kupa                            |                                         |
| 6.                                      | 2020. október 27.                       | Zimbru Stadion, Chișinău                | Moldova                                 | 1–0                                     | 3–0                                     | 2022-es Eb-selejtező                    |                                         |
| 7.                                      | 2021. október 26.                       | Miejski Stadion, Tychy                  | Albánia                                 | 1–0                                     | 2–0                                     | 2023-as vb-selejtező                    |                                         |
| 8.                                      | 2022. február 16.                       | La Manga Stadion, La Manga              | Írország                                | 1–0                                     | 1–2                                     | Pinatar-kupa                            |                                         |
| 9.                                      | 2022. szeptember 6.                     | Lublin Arena, Lublin                    | Koszovó                                 | 1–0                                     | 7–0                                     | 2023-as vb-selejtező                    |                                         |

## Sikerei

### Klubcsapatokban
Lengyel bajnok (3):
- Medyk Konin (3): 2014–15, 2015–16, 2016–17

 Lengyel kupagyőztes (3):
- Medyk Konin (3): 2015, 2016, 2017

 Francia bajnok (1):
- Paris Saint-Germain (1): 2020–21

 Francia kupagyőztes (1):
- Paris Saint-Germain (1): 2018

 Francia bajnoki ezüstérmes (4):
- Paris Saint-Germain (4): 2017–18, 2018–19, 2019–20, 2021–22

### A válogatottban
Lengyelország
- U17-es Európa-bajnoki aranyérmes (1): 2013
- Algarve-kupa ezüstérmes (1): 2019

### Egyéni
- Az év lengyel női labdarúgója: 2020, 2021